# Dobrava-Jovsi
Das europäische Vogelschutzgebiet Dobrava-Jovsi liegt auf dem Gebiet der Gemeinde Brežice im Osten Sloweniens unmittelbar an der Grenze zu Kroatien. Das etwa 28 km² große Vogelschutzgebiet ist nahezu deckungsgleich mit dem gleichnamigen FFH-Gebiet. Das Gebiet umfasst den nördlichen Rand der Brežice-Ebene entlang des Flusses Sotla. Der Gebietsteil Dobravo wird durch Eichen- und Buchenwälder, der Gebietsteil Jovse durch Feuchtwiesen geprägt.

## Schutzzweck
Folgende Vogelarten sind für das Gebiet gemeldet; Arten, die im Anhang I der Vogelschutzrichtlinie geführt sind, sind mit * gekennzeichnet:
| Bild               | Anhang I | EU Code | Art                | wissenschaftlicher Name    |
| ------------------ | -------- | ------- | ------------------ | -------------------------- |
| Schilfrohrsänger   |          | A295    | Schilfrohrsänger   | Acrocephalus schoenobaenus |
| Schwarzstorch      | *        | A030    | Schwarzstorch      | Ciconia nigra              |
| Wachtelkönig       | *        | A122    | Wachtelkönig       | Crex crex                  |
| Mittelspecht       | *        | A238    | Mittelspecht       | Dendrocopos medius         |
| Neuntöter          | *        | A338    | Neuntöter          | Lanius collurio            |
| Schwarzstirnwürger | *        | A339    | Schwarzstirnwürger | Lanius minor               |
| Feldschwirl        |          | A290    | Feldschwirl        | Locustella naevia          |